# Blasdalea disciformis
Blasdalea disciformis är en svampart som först beskrevs av Rehm, och fick sitt nu gällande namn av Sacc. & P. Syd. 1902. Blasdalea disciformis ingår i släktet Blasdalea och familjen Vizellaceae.   Inga underarter finns listade i Catalogue of Life.